# Polana Maćkowska

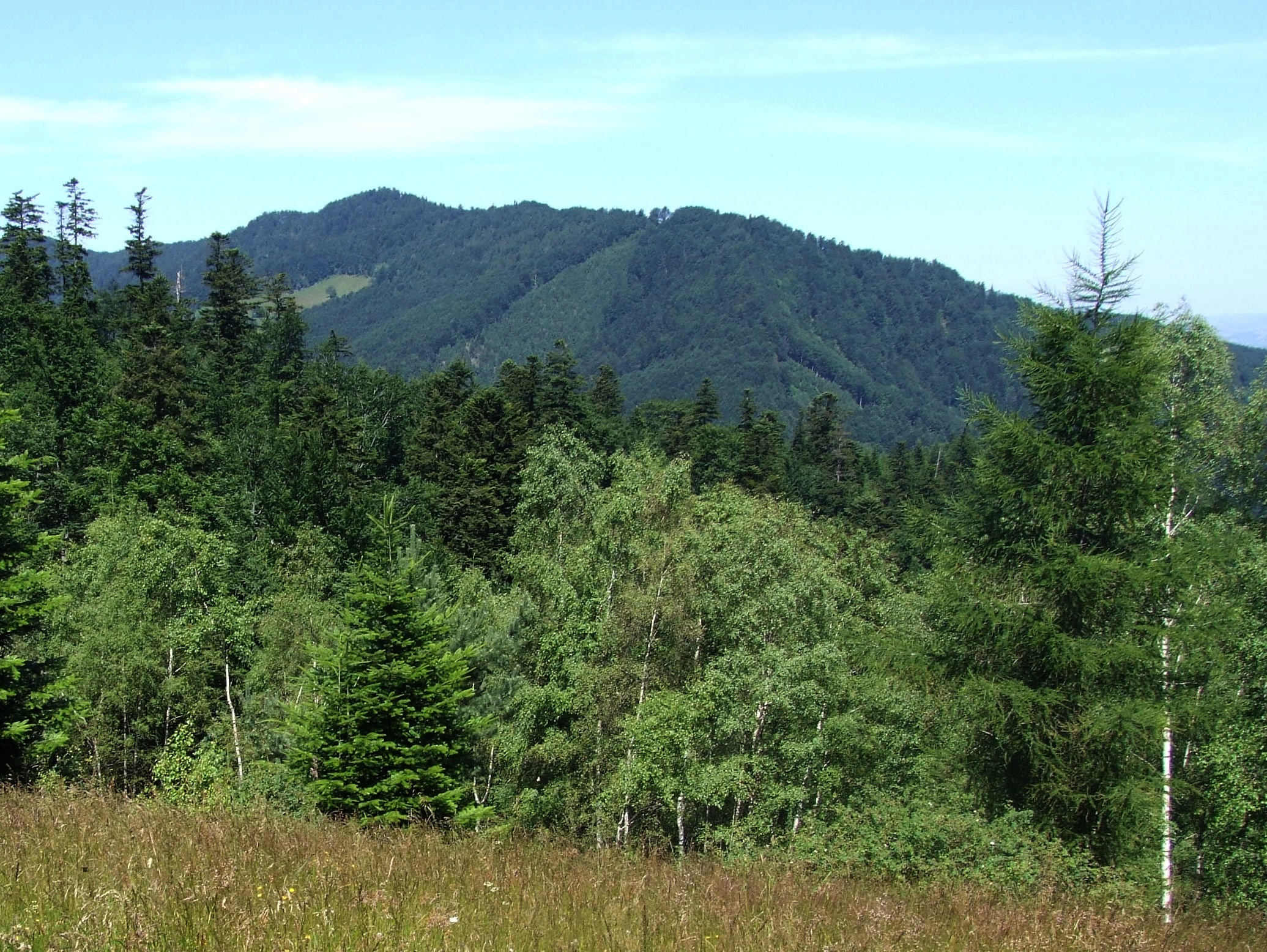
Jaworzyna i polana Maćkowska. Widok z polany Poczekaj

Polana Maćkowska – polana położona na południowym zboczu Jaworzyny (947 m n.p.m.), opadającym stromo ku dolinie potoku Mała Roztoka Ryterska na wysokości 700–830 m n.p.m. Kiedyś polana zajmowała obszar ok. 12 hektarów, miała trzech właścicieli i połączona była z polaną Jaworzyną Wielką.
Obok polany znajduje się mała jaskinia zwana Studnia pod Jaworzyną (Jaworznicki Dzwon).
Nazwa polany pochodzi od imienia Maciej, Maciek. Inne błędne nazwy spotykane na mapach i w przewodnikach: Maczkowska, Mączkowska i Baćkowskie.
Już jako polana figuruje na mapie katastralnej z 1846 roku, obok niej znajduje się też druga polana Maćkowska Niżna (obecnie zalesiona). Na początku  XX wieku właścicielem polany był roztoczanin Józef Pustułka, mający 5 córek. Dwie z nich, Rozalia i Katarzyna, otrzymały w wianie polanę Maćkowską. Jedna gospodarzyła w dolnej części polany (jej spadkobiercy wytrwali tam do 1969 roku), druga w górnej części (zmarła bezdzietnie), a właścicielowi pozostał   skrawek w dolnej części. Obecnie polana jest częściowo własnością państwa (Lasy Państwowe), częściowo w rękach prywatnych.